# Хоэннойффен (замок)
Хоэннойффен (нем. Burg Hohenneuffen) — руины крупного замка на вершине холма (горы) на юге Германии. Замок расположен над городом Нойффен в районе Эсслинген в земле Баден-Вюртемберг. По своему типу относится к замкам на вершине.

## Расположение
Замок расположен на высоте 743,3 метра над уровнем моря. Основу горы составляют меловые отложения юрского периода, которая в свою очередь является частью массива Швабский Альб.

## История

### Древние времена
Место, где расположен замок, было заселено уже в древности. Вероятно до нашей эры здесь проживали кельты. Этот период (с 450 по 1 год до нашей эры) называется Латенская культура. Здесь находился укреплённый аванпост.

### Средние века
Каменный замок был построен между 1100 и 1120 годами дворянином по имени Мангольд фон Зульметинген, который впоследствии назвал себя фон Нойффен. Впервые замок упоминается в документах в 1198 году, в то время он был в собственности семьи Нойффен, к которой в том числе принадлежал знаменитый миннезингер (менестрель) Готфрид фон Нейфен. В конце XIII века замок перешёл к роду Вайнсберг. В 1301 году новые владельцы продали крепость правителю Вюртемберга. Замок считался неприступным. Во время многочисленных конфликтов между князьями Священной Римской империи он не был захвачен.
В XV веке была произведена серьёзная реконструкция крепости. 

### Ренессанс
Очередная перестройка укреплений началась в середине XVI века по приказу владельца герцога Ульриха. В это время появились барбакан, круглые башни, бастионы, казематы, конюшни, арсенал и две цистерны для хранения воды. В 1519 году гарнизон сдался войскам Швабского союза. Однако во время Крестьянской войны в 1524 году восставшие не сумели захватить Хоэннойфэн.
Более года продолжалась осада крепости во время Тридцатилетней войны. В ноябре 1635 года командир гарнизона Иоганн Филипп Шнурм, под давлением своих солдат, которые серьёзно голодали, и не видя смысла в дальнейшем сопротивлении, решил договориться о сдаче Хоэннойффена. Было оговорено, что солдаты гарнизона покинуть крепость с своим оружием и любым имуществом. 22 ноября 1635 года, после 15-месячной осады, Шнурм передал крепость имперским войскам. Однако вопреки обещаниям, солдат гарнизона не отпустили, а заставили вступить в имперскую армию. Сам Шнурм лишился своих владений.
Есть интересная легенда об обстоятельствах последних недель осады. Якобы солдаты гарнизона скормили остатки зерна ослу. Затем осла убили и сбросили с крепостной стены. Защитники полагали, что увидев осла с животом наполненным зерном, осаждающие подумают, будто в замке огромные запасы продовольствия и снимут осаду. На самом деле документального подтверждения этому эпизоду нет. Но легенда стала очень популярная среди горожан Нойффена и осёл стал «талисманом» города.

### Новое время

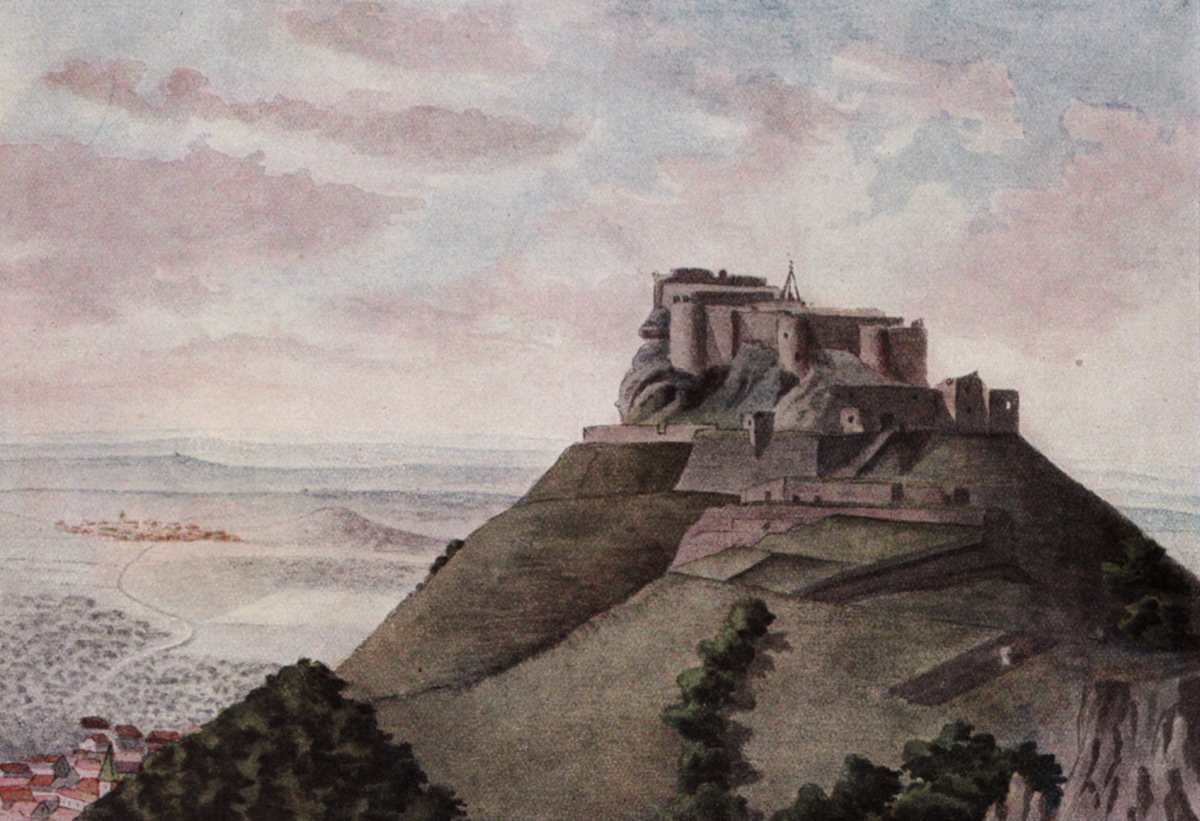
Замок на картине Вильгельма Фридриха Вайблингера 1822 года

Герцог Вюртемберга Карл Александр хотел расширить Хоэннойффен и сделать его современной неприступной крепостью. Началась подготовка к масштабной реконструкции по французским правилам фортификации XVIII столетия. Однако герцог вскоре умер, а его преемник Карл Евгений отказался от продолжения работ из-за высоких затрат и сомнительной военной выгоды. В 1793 году было принято решение о сносе крепости и продаже камней и деревянных конструкций на строительные материалы. В 1795 гарнизон покинул Хоэннойффен. В 1801 году решение о сносе было подтверждено. Через два года начался демонтаж укреплений. Окрестные жители района были довольны дешёвым строительным материалом и замок быстро превратился в руины. 
В 1830 году власти Вюртемберга решили сохранить оставшиеся части прежних укреплений. С 1860-х годов руины стали популярной достопримечательностью. В 1862 году в одном из сохранившихся зданий был открыт ресторан.

### XX век
Во время Второй мировой войны в замке находился наблюдательный пост ПВО.

### Замок как тюрьма
Как и другие замки, Хоэннойффен веками служил тюрьмой. Здесь не только содержали важных заключенных, но и подвергали при необходимости пыткам. Судьбы некоторых арестантов хорошо известны. Здесь содержался молодой граф Фридрих фон Хельфенштейн, который погиб в 1502 году при попытке бегства. В 1512 году герцога Ульриха отправил сюда Георга Фишера, настоятеля монастыря Цвифалтен. Пожилой судебный пристав из Тюбингена Конрад Бройнинг по приказу герцога сначала стал заключённым, а в 1517 году его, после пыток, обезглавили в Штутгарте. В XVII веке похожая участь постигла юриста Маттеуса Энцлина, который служил на высокой должности у герцога. В 1737 году Иосиф Зюсс Оппенгеймер, купец еврейского происхождения, ставший личным финансистом герцога Карла Александра, был заключен в тюрьму в Хоэннойффене на несколько недель, затем его перевели в крепость Гогенасперг и казнили в 1738 году недалеко от Штутгарта.

## Галерея

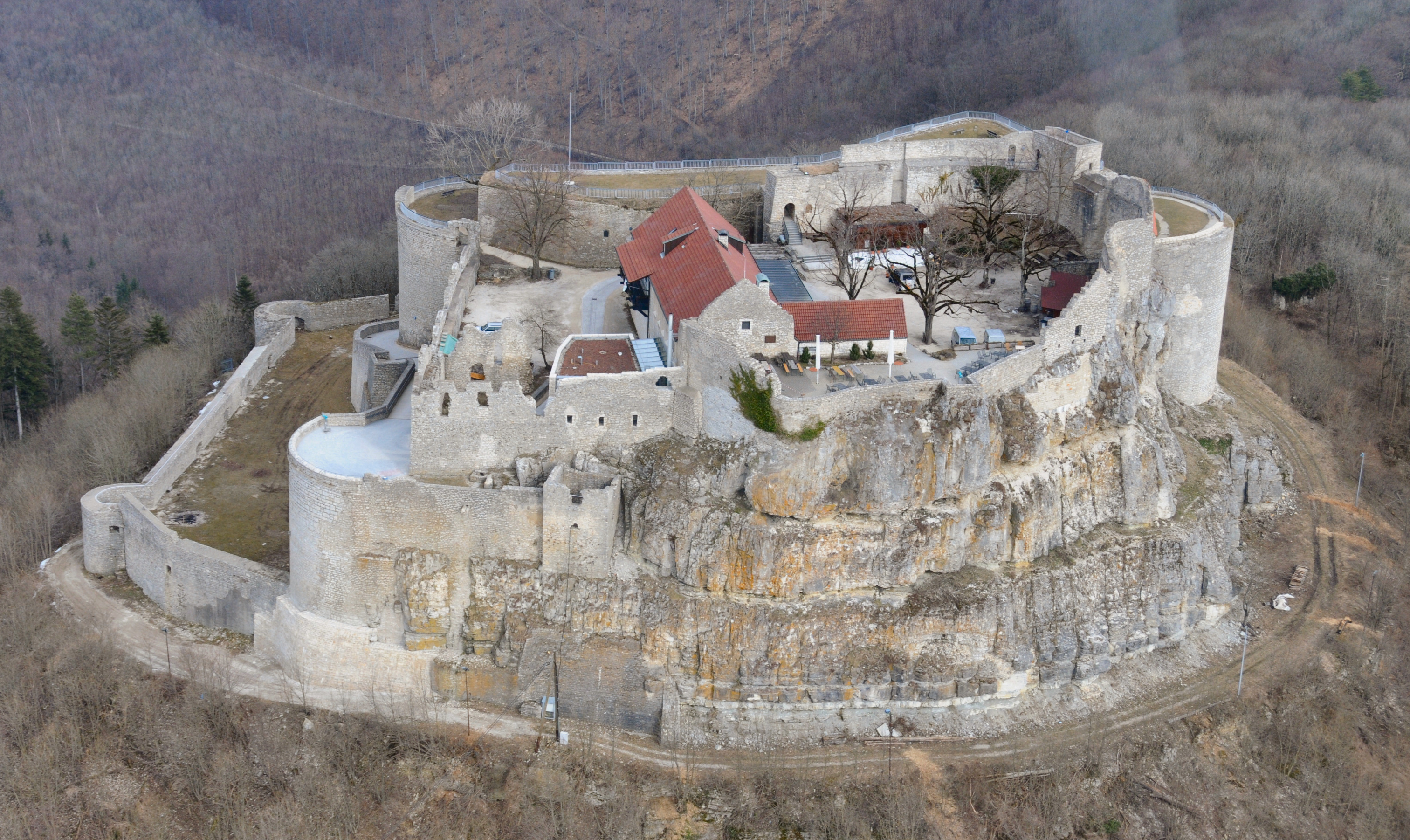
Замковый комплекс с высоты птичьего полёта
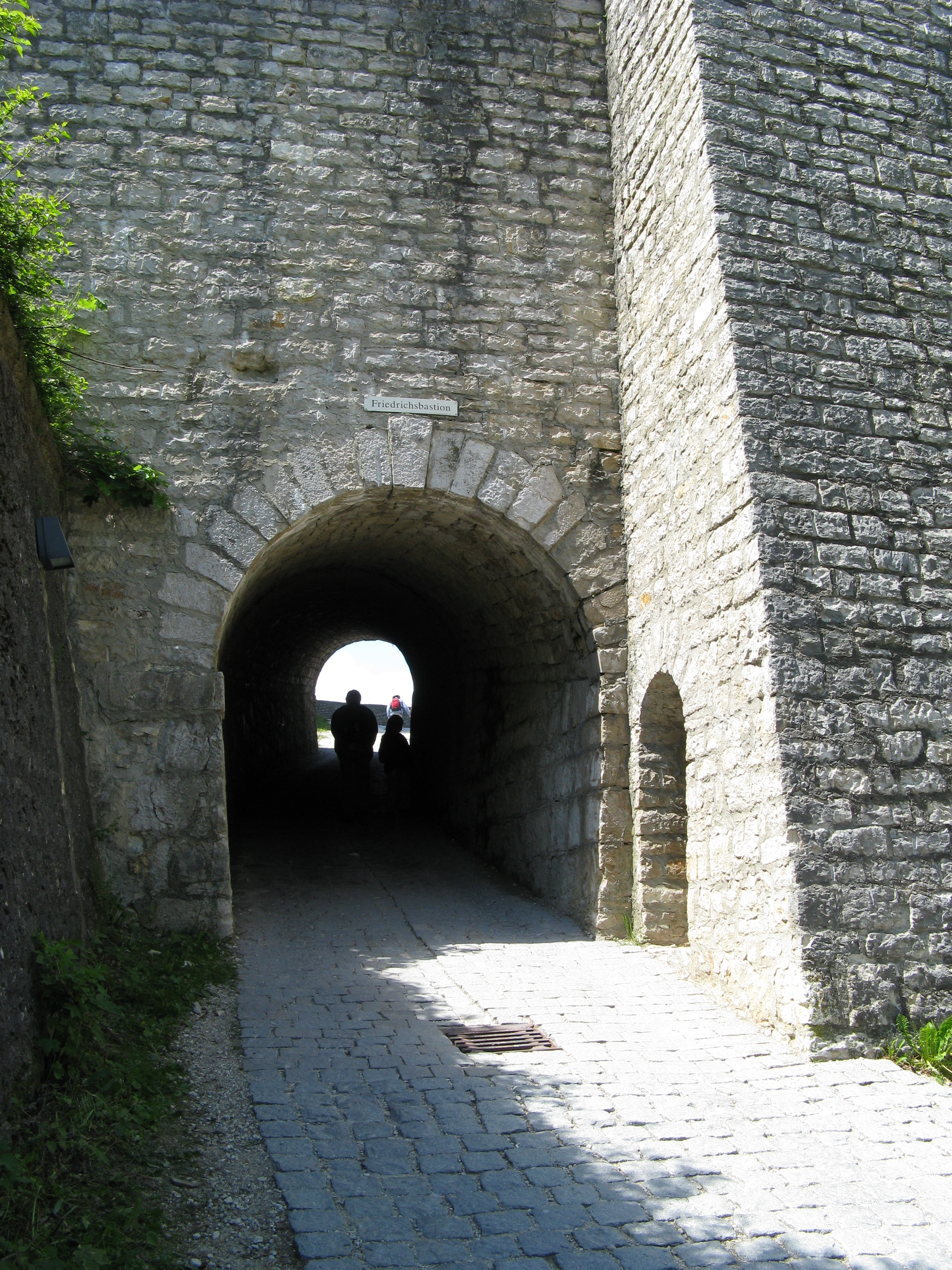
Ворота, ведущие в цитадель
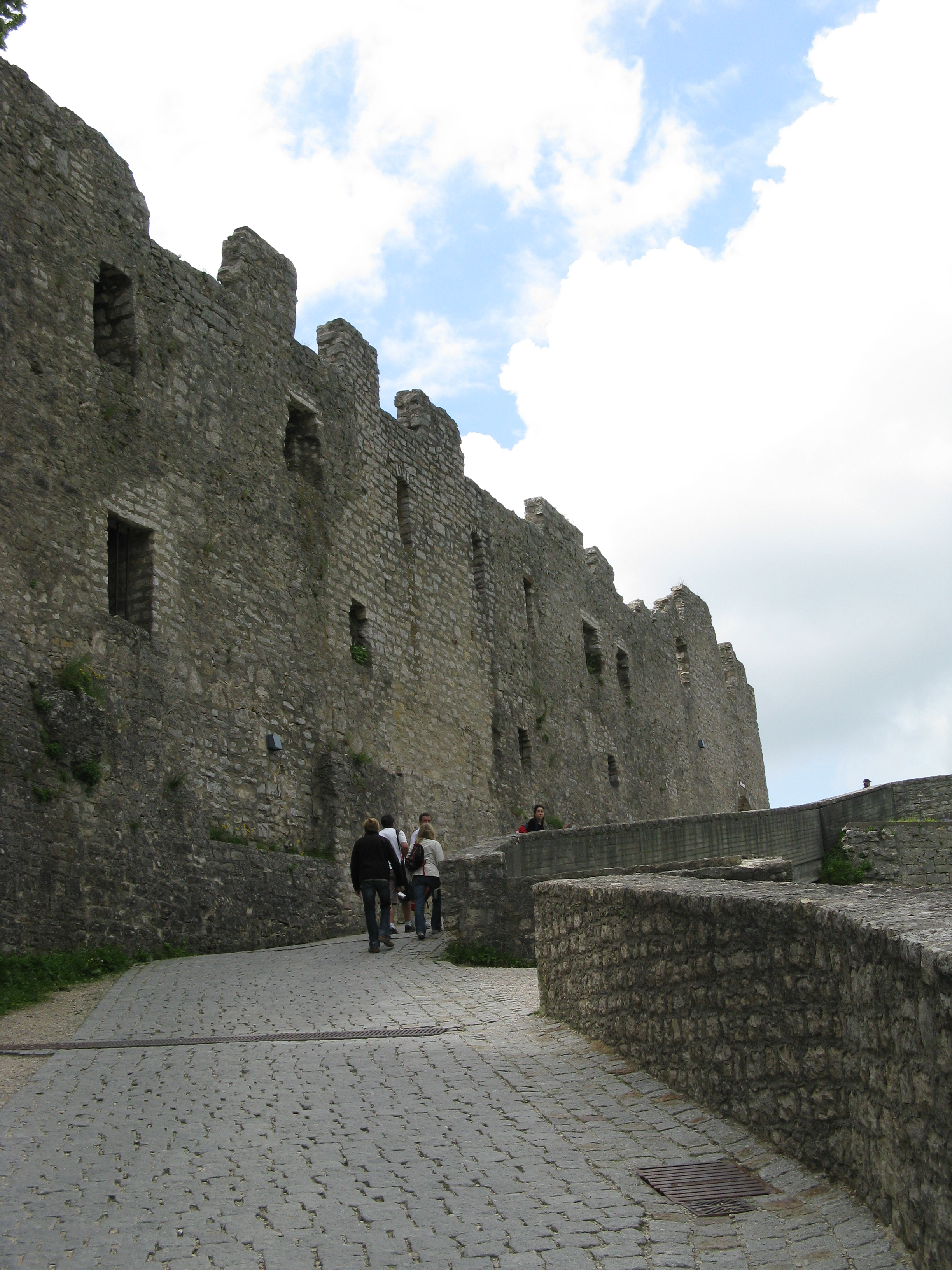
Дорога между внешними и внутренним стенами
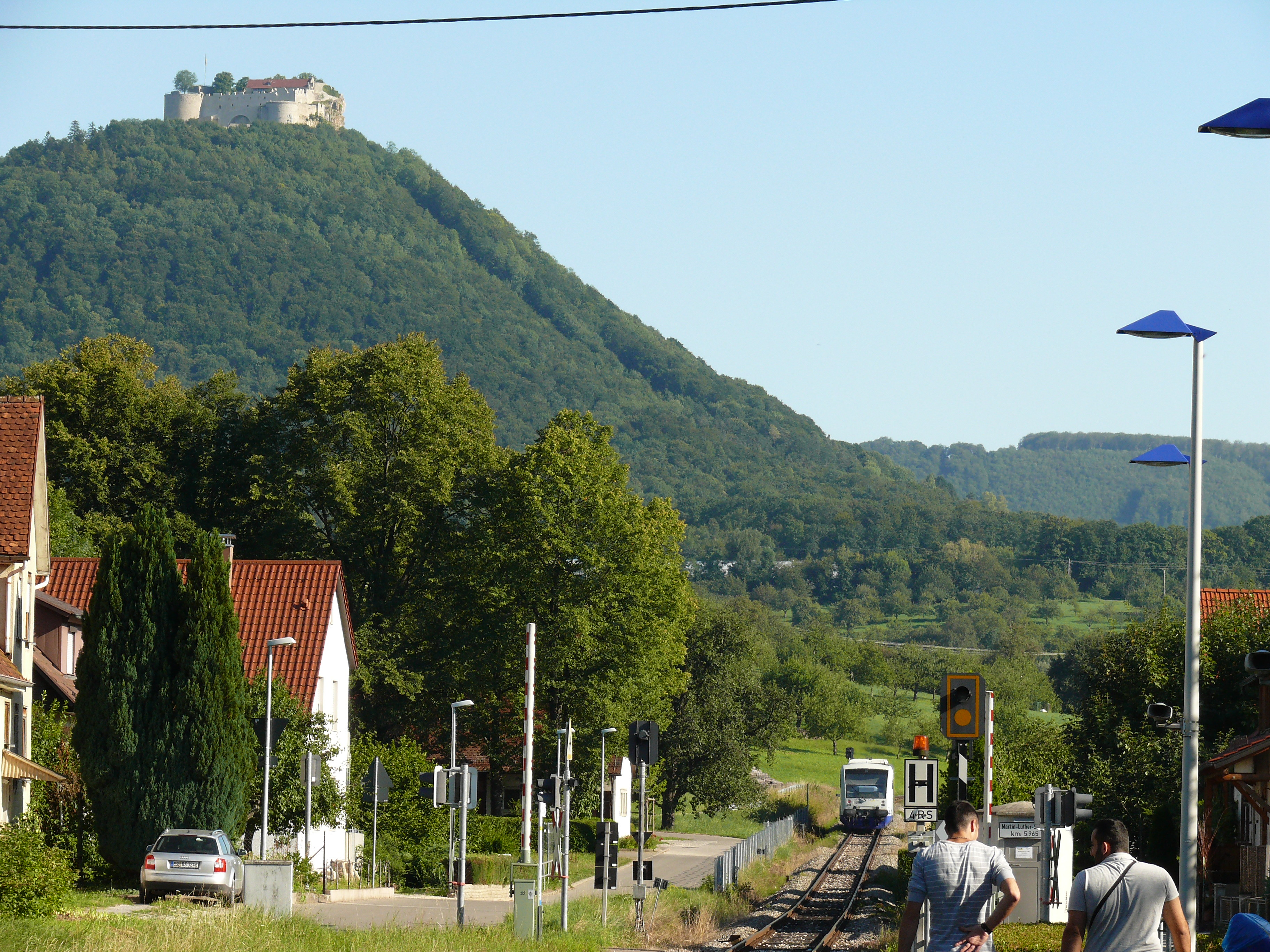
Вида замка со стороны долины
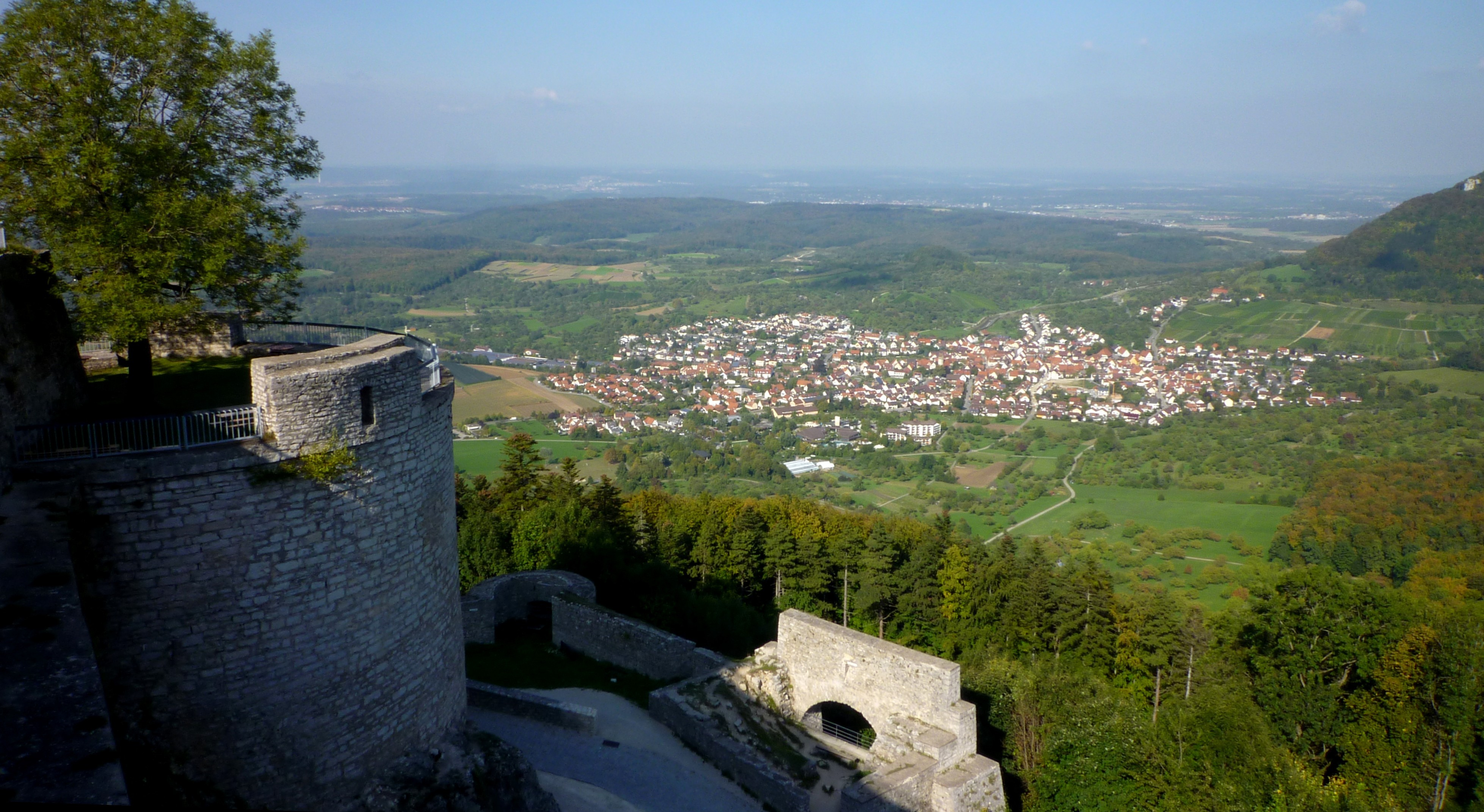
Вид из замка на город Нойфен